# احتجاجات إسواتيني المناهضة للملكية 2021
بدأت سلسلة من الاحتجاجات المستمرة في إسواتيني الواقعة في أفريقيا الجنوبية ضد النظام الملكي ومن أجل الدمقرطة في أواخر يونيو 2021. وقد تصاعدت هذه المظاهرات، التي بدأت كاحتجاج سلمي في 20 يونيو، بعد 25 يونيو إلى أعمال عنف ونهب حيث اتخذت الحكومة موقفا متشددا ضد المظاهرات.

## خلفية
إن إسواتيني هي إحدى الدول القلائل التي لديها ملكية مطلقة، بينما يظل مسواتي الثالث ملكاً منذ عام 1986. وقد تم حظر الأحزاب السياسية منذ عام 1973 بسبب «حالة الطوارئ» التي ظلت حتى الآن تخضع لاضطهاد شديد بموجب قوانين «مكافحة الإرهاب». يتم تعيين رئيس الوزراء من قبل الملك. على الرغم من أن الاحتجاجات نادرة، إلا أنه كانت هناك مظاهرات في 2018 و2019 بسبب أسلوب حياة مسواتي الثالث الفخم وإساءة استخدام الأموال العامة المزعومة.

## الأحداث
وقد وقعت أولى الاحتجاجات في 20 يونيو عندما مر شباب ريفيون في منطقة مانزيني بقرية يرددون شعارات سياسية ويدعون إلى الحق في رئيس وزراء يختار بطريقة ديمقراطية. وسدوا الطرق وأشعلوا النار في الإطارات. وردت الشرطة على هذه المظاهرات بنشر قنابل صوتية وإطلاق الرصاص الحي، مما أدى إلى رد المتظاهرين بإلقاء الحجارة. وانتشرت الاحتجاجات وتفاقمت إلى أعمال عنف في 25 يونيو في بلدة مسوندوزا بالقرب من مبابان، حيث «اشتبك» المتظاهرون مع الشرطة ونهبت المتاجر وأحرقت. وفي 29 يونيو، استمرت المظاهرات مع محاولة الشرطة صد المتظاهرين بإطلاق النار والغاز المسيل للدموع مع وجود كل من شرطة مكافحة الشغب والجيش في الشوارع. كما وضعت الشرطة حصارا في جميع أنحاء العاصمة وأغلقت الحكومة المدارس ومحطات الحافلات. وقد فرضت الحكومة حظر التجول بين الساعة 18.00 والخامسة في محاولة لاجتثاث العنف واغلقت المؤسسات التجارية والمدارس.

### ردود الأفعال
ذكرت صحيفة تايمز أوف سوازيلاند أن عددا من الشخصيات الحكومية شجعت على العنف وعلى إتخاذ إجراءات صارمة عبر تصريحاتهم.
ودعت منظمة هيومن رايتس ووتش الدولية غير الحكومية الحكومة إلى «تجنب الاستخدام التعسفي للقوة» وان التظاهرات يجب ان تكون «دعوة للاستيقاظ من الملك وحكومته للاخذ في الاعتبار الدعوات المشروعة للإصلاح». كما وصف المدير الإقليمي لمنظمة العفو الدولية رد الحكومة بانه «اعتداء كامل على حقوق الإنسان». كما أعربت حكومات جنوب أفريقيا والولايات المتحدة والمملكة المتحدة عن قلقها، ودعت إلى استعادة السلام، وذكرت أنه ينبغي الاهتمام بالحق في الاحتجاج السلمي. ودعم حزب المؤتمر الوطنى الأفريقي الحاكم في جنوب إفريقيا هذه الاصلاحات. وفي 3 يوليو، أعلنت الجماعة الإنمائية للجنوب الأفريقي أنها سترسل مجموعة من الوزراء لتسوية الوضع.